# William Bullock

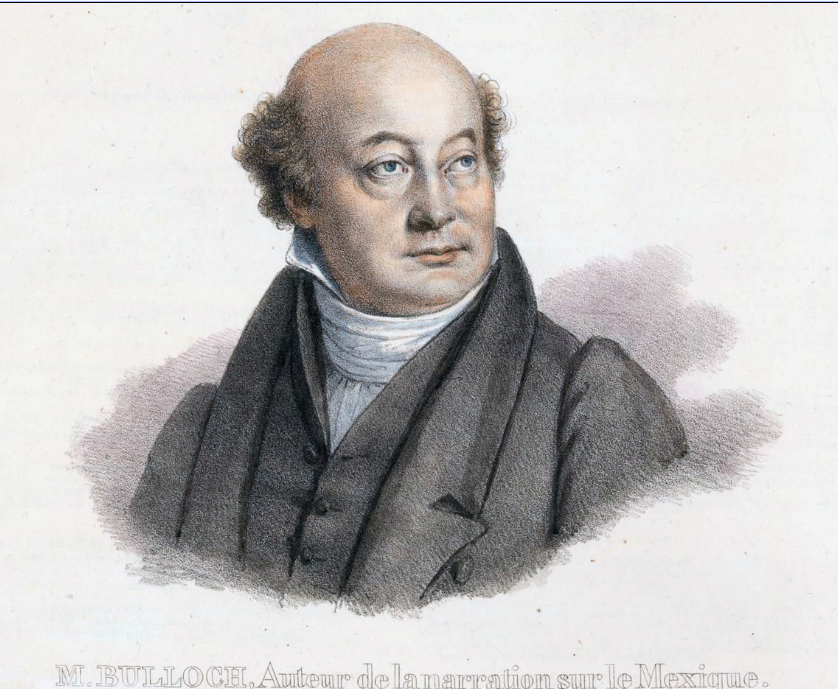
William Bullock

William Bullock, född omkring 1773, död 1849, var en brittisk naturalhistoriker och samlare.
William Bullock arbetade som guldsmed och juvelerare i Sheffieldi Storbritannien och använde sin förmögenhet till att samla föremål av olika slag. I slutet av 1790-talet grundade William Bullock ett kuriosamuseum (Museum of Natural Curiosities) i Sheffield, vilket flyttades till Liverpool 1801.
År 1809 flyttade William Bullock till London och hans samlingar inhystes i den nybyggda Piccadilly Egyptian Hall. Samlingen, som då innefattade mer än 32.000 objekt, såldes ut på en auktion 1819.
År 1822 reste William Bullock till Mexiko, där han ägnade sig åt spekulationer i silvergruvföretag. Han förde tillbaka ett stort antal föremål till London, som blev bas till en ny utställning i Piccadilly Egyptian Hall. Han gjorde en andra resa till Mexiko, och också till USA, 1827. I USA gjorde han markförvärv vid Ohiofloden för att bygga ett samhälle baserat på utopisk socialism med namnet Hygeia (grekiska för hälsa). Han fick med sig bland annat författaren Frances Trollope, men projektet genomfördes aldrig. Marken såldes av William Bullock 1846 till den amerikanen Israel Ludlow (1804-46) och blev i stället staden Ludlow, Kentucky.